# Dosches
Dosches település Franciaországban, Aube megyében. Lakosainak száma 312 fő (2022. január 1.). Dosches Géraudot, Laubressel, Lusigny-sur-Barse, Mesnil-Sellières és Rouilly-Sacey községekkel határos.

## Népesség
A település népessége az elmúlt években az alábbi módon változott:
| Lakosok száma | 178  | 196  | 237  | 277  | 298  | 294  | 295  | 299  | 307  | 312  |
|               | 1968 | 1982 | 1990 | 2006 | 2013 | 2015 | 2017 | 2019 | 2020 | 2022 |